# Yomei
Imperador Yōmei (用明天皇, Yōmei-tennō, 518 — 587)  foi o 31º Imperador do Japão, na lista tradicional de sucessão.

## Vida
O Imperador Yōmei foi o quarto filho do Imperador Kimmei, e sua mãe foi Kitashi Hime, a filha do Ōomi (Grande Chefe Imperial) Soga no Iname.
Antes da sua ascensão ao trono, seu nome era Tachibana no Toyohi no Mikoto. Reinou de 585 a 587. Sua Corte estava localizada no Palácio Namitsuki no Mya em Ikebete na Província de Yamato.
Yōmei reinou por 2 anos, morreu no quarto mês de 587. Seu corpo foi colocado em um caixão, mas não sepultado. No mês seguinte travou-se a Batalha de Shigisan, entre o Ōmuraji Mononobe no Moriya e um dos pretendentes ao trono, o Príncipe Shōtoku (futuro Sesshō da Imperatriz Suiko). O Ōomi Soga no Umako se aliou ao Príncipe Shōtoku contra Moriya. Morya foi capturado com todas as suas forças e destruído. O Budismo prosperou depois disso, dois meses após o corpo do Imperador Yōmei foi sepultado.

### Os Principais conselheiros do imperador foram
Ōomi (Grande Chefe Imperial): Soga no Umako no Sukune.
Ōmuraji (Grande Chefe Divino): Mononobe Yuge no Moriya no Muraji.